# Welfare zvířat
Welfare zvířat nebo také životní pohoda zvířat je obecně stav fyzického a psychického zdraví zvířete, žijícího v souladu se svým prostředím. Pohodu zvířete souvisí s jeho schopností udržet si fyzickou a psychickou zdatnost a vyhnout se strádání. Welfare komplexně zahrnuje podmínky zajišťující spokojenou existenci zvířete, především zdraví a životní pohodu. Špatné životní podmínky mohou u chovaného zvířete vést k negativním fyziologickým změnám.
Otázka welfare je nejčastěji spojována s chovem hospodářských zvířat, týká se ale i zvířat domácích či laboratorních, v některých případech také divokých (např. zvířata chovaná v zoo nebo cirkusech). Definice toho, jaké podmínky a postupy chovu se dají považovat za nevhodné, závisí na úrovni vědeckých poznatků, ale také na společenských preferencích.
K pochopení welfare je třeba detailně analyzovat všechny faktory, působící na zvířata. Britská Rada pro welfare hospodářských zvířat (Farm Animal Welfare Council, FAWC) zahrnuje do welfare zvířat nejen fyzickou zdatnost, ale také pocit spokojenosti. To je daleko širší koncept než pouze vyloučení utrpení, jak je někdy welfare interpretováno.
Hlavní zásady podmiňující welfare zvířete vyjadřuje soubor koncepcí (dříve označovaný jako zákon pěti svobod):
- svoboda od hladu, žízně a podvýživy
- svoboda od nepohodlí
- svoboda od bolesti, zranění a onemocnění
- svoboda projevit přirozené chování
- svoboda od stresu, strachu a úzkosti

Otázky welfare a vhodného zacházení se zvířaty řeší legislativy jednotlivých států i nařízení Evropské unie. V Česku je základem zákon č. 359/2012 Sb., na ochranu zvířat proti týrání, dále doplněný vyhláškami, například č. 464/2009 Sb., o minimálních standardech pro ochranu hospodářských zvířat.